# Tulle-Campagne-Nord
Tổng Tulle-Campagne-Nord là một tổng của Pháp tọa lạc tại tỉnh Corrèze trong vùng Nouvelle-Aquitaine.

## Hành chính
| Giai đoạn | Ủy viên               | Đảng | Tư cách |
| --------- | --------------------- | ---- | ------- |
| 2001-2014 | Jean-Claude Peyramard | PS   |         |

## Phân chia đơn vị hành chính
| Xã                        | Dân số | Mã bưu chính | Mã insee |
| ------------------------- | ------ | ------------ | -------- |
| Chameyrat                 | 1 541  | 19330        | 19038    |
| Favars                    | 836    | 19330        | 19082    |
| Naves                     | 2 037  | 19460        | 19146    |
| Saint-Germain-les-Vergnes | 844    | 19330        | 19207    |
| Saint-Hilaire-Peyroux     | 790    | 19560        | 19211    |
| Saint-Mexant              | 1 030  | 19330        | 19227    |

(1) một phần của xã.

## Thông tin nhân khẩu
| 1962                                                     | 1968 | 1975 | 1982 | 1990 | 1999 |
| -------------------------------------------------------- | ---- | ---- | ---- | ---- | ---- |
| -                                                        | -    | -    | -    | -    | -    |
| Nombre retenu à partir de 1962 : dân số không tính trùng |      |      |      |      |      |